# Premi Feroz a la millor pel·lícula dramàtica
El Premi Feroz a la millor pel·lícula dramàtica és un premi cinematogràfic que s'entrega anualment, des del 2014, com a part dels Premis Feroz, creats per l'Associació d'Informadors Cinematogràfics d'Espanya.

## Pel·lícules guanyadores i nominades
| Edició | Any  | Guanyadora        | Nominades                                                                                  | Ref. |
| ------ | ---- | ----------------- | ------------------------------------------------------------------------------------------ | --- |
| I      | 2014 | Stockholm         | - Caníbal - Grand Piano - La herida - Todos queremos lo mejor para ella                    | [ 1 ] |
| II     | 2015 | La isla mínima    | - 10.000 km - Hermosa juventud - Loreak - Magical Girl                                     | [ 2 ] |
| III    | 2016 | La novia          | - A cambio de nada - El desconocido - Techo y comida - Truman                              | [ 4 ] |
| IV     | 2017 | Tarde para la ira | - El hombre de las mil caras - Julieta - Un monstre em ve a veure - Que Dios nos perdone   | [ 5 ] |
| V      | 2018 | Estiu 1993        | - El autor - Handia - No sé decir adiós - Verónica                                         | [ 6 ] |
| VI     | 2019 | El reino          | - Carmen y Lola - Petra - Quién te cantará - Todos lo saben - Viaje al cuarto de una madre | [ 7 ] |
| VII    | 2020 | Dolor y gloria    | - La trinchera infinita - El hoyo - Lo que arde - Los días que vendrán                     | |
| VIII   | 2021 | Las niñas         | - Akelarre - Ane - El año del descubrimiento - No mataràs                                  | |
| IX     | 2022 | Maixabel          | Icíar Bollaín                                                                              | - Libertad, de Clara Roquet - Espíritu sagrado, de Chema García Ibarra - Madres paralelas, de Pedro Almodóvar - Tres, de Juanjo Giménez Peña |
| X      | 2023 | As bestas         | Rodrigo Sorogoyen                                                                          | - Alcarràs, de Carla Simón - Cinco lobitos, d'Alauda Ruiz de Azúa - Modelo 77, d' Alberto Rodríguez - Un año, una noche, d'Isaki Lacuesta    |